# 全国人民大会
全国人民大会是也门的一个政党。目前，由拉沙德·阿利米担任主席。

## 历史
1982年，阿里·阿卜杜拉·萨利赫总统宣布成立并召开了第一次全国代表大会。大会通过了爱国宪章，选举了常务委员会。
在1993年和1997年的议会选举中该党分别获得了123席和187席。在1997年的议会选举中该党有两名女性当选议员。在2003年的议会选举中，该党获得58.0%的支持率和议会301席中的238席。
在2012年也门总统选举中，该党支持阿卜杜拉布·曼苏尔·哈迪。
该党前任主席为阿里·阿卜杜拉·萨利赫，现任主席为阿卜杜拉布·曼苏尔·哈迪。